# Grupo do carbono
O grupo do carbono é o décimo quarto (14) grupo da tabela periódica. O grupo consiste dos elementos: carbono (C), silício (Si), germânio (Ge), estanho (Sn), chumbo (Pb) e fleróvio (Fl).